# Kuruntasz
Kuruntasz isten (ékírásban DLAMNA, vokalizálása Kurunta[š]), a szarvas, a luvi „védőszentek” és természetistenek egyike. Neve rendkívül gyakran jelenik meg hettita nevekben, ilyen Kupanta-Kuruntasz, Manapa-Kuruntasz vagy Kuruntijasz is. Hettita neve Inara, de nem tévesztendő össze a hurri eredetű Teszub leányával, Inarával.
Kuruntasz nem jelenik meg a mitológiában, viszont gyakran ábrázolják szarvas képében. Ez igen ősi jellegét erősíti, amikor még totemisztikus jellegű volt a hettiták (vagy a protohattik?) hitvilága. A késői időkben sem a nagyvárosok környékén, hanem a kisebb településeken, „vidéken” volt népszerű. Ikonográfiája a későkorban (III. Tudhalijasz idejében) megváltozott, szarvkoronával ábrázolt harcos lett, teljes fegyverzetben (lándzsa, íj, kard).
A Bahçeköy sztélé alapján tisztelete még az i. e. 8. század végén is létezett. Egy Kurtisz nevű, közelebbről ismeretlen újhettita uralkodó felirata ez, amelyen a vadászati jogokkal és a gazellák vadászatával kapcsolatban kerül szóba Runtijasz alakban. Kurtisz egy másik emléken, a hisarcıki feliraton is megjelenik, ahol talán a Harhara-heggyel (ḪUR.ŠAGḪarḫara) kapcsolatos újra a gazellák említése. A Harhara-hegy a mai Erciyes-heggyel azonos, és a hettiták egyik szent helye volt.

## Külső hivatkozások
- Hittite/hurrian mithology
- Mai köztéri szarvas-szobor fényképe, Ankara